# Carlos Vasallo
Carlos Luis Vasallo Tomé (Valencia; 18 de octubre de 1950) es un empresario y productor audiovisual español afincado en Miami, que trabaja principalmente en México y el mercado hispanoamericano de los Estados Unidos de América.

## Biografía
Carlos Luis Vasallo Tomé nació 18 de octubre de 1950 en Valencia, España, donde su padre el periodista, novelista y guionista Jesús Vasallo y Ramos estaba trabajando, allí nacieron 2 de sus 8 hijos. Su padre era castellano, originario de Ciudad Rodrigo, aunque de familia Zamorana, y su madre María del Rosario Tomé y Alonso, era gallega, originaria de Teixeiro. Su abuelo materno tenía una distribuidora de leche, La Primitiva Gallega, en Cesuras, y su abuela materna fue una de las primeras profesoras de la Institución Libre de Enseñanza en Galicia. Aunque debido al trabajo de su padre se trasladaron a menudo, él y sus cinco hermanos tienen una casa en Trasanquelos, parroquia del municipio Oza-Cesuras, a donde se siente muy vinculado. Instalado en Madrid, dejó el hogar familiar con tan solo 14 años para dedicarse al Teatro y al Cine.
En Madrid, comienza como actor y comienza a escribir y producir. Con 21, ya poseía tres teatros en Madrid, y en 1973 viajó por primera vez a México. Pronto comenzó a trabajar cada vez más en ese país, y además de para el mercado latinoamericano en los Estados Unidos de América.
Estuvo casado con dos grandes actrices mexicanas Tere Velázquez y Susana Dosamantes, convirtiéndose en el padrastro de la artista Paola Santoni y de la cantante Paulina Rubio. Es padre entre otros, de la extenista, reportera y DJ Kenia Vasallo.
Posee más de 3.000 de las 6.500 películas producidas en México entre los años 1930 y 2010. Actualmente, es presidente y CEO de América CV Network, la compañía propietaria de los canales América TeVé, TeVeo. y Radio Caracol

## Filmografía

### Como actor
| Título                    | Año  | Director                   | Género          | Personaje | País   |
| ------------------------- | ---- | -------------------------- | --------------- | --------- | ------ |
| Los guardiamarinas        | 1967 | Pedro Lazaga               | Comedia         | Chacón    | España |
| Aquí mando yo             | 1967 | Rafael Romero Merchent     | Comedia         |           | España |
| Juicio de faldas          | 1969 | José Luis Sáenz de Heredia | Comedia         |           | España |
| Golpe de mano (Explosión) | 1970 | José Antonio de la Loma    | Guerra          | Fermín    | España |
| El diablo cojuelo         | 1971 | Ramón Fernández            | Comedia         |           | España |
| Tirarse al monte          | 1971 | Alfonso Ungría             | Drama           |           | España |
| La cera virgen            | 1972 | José María Forqué          | Comedia musical |           | España |
| Minutos después           | 1976 | Luis Eduardo Aute          | Cortometraje    |           | España |

### Como guionista
| Título original (traducido)                  | Año  | Director                 | Género       | País                         |
| -------------------------------------------- | ---- | ------------------------ | ------------ | ---------------------------- |
| Manaos                                       | 1978 | Alberto Vázquez Figueroa | Thriller     | España / Italia / México     |
| Jugando con la Muerte                        | 1982 | Lucio Fulci              | Acción       | España                       |
| Conquest (La conquista de la tierra perdida) | 1983 | José Antonio de la Loma  | Acción       | Italia/ España / México      |
| Goma-2                                       | 1984 | José Antonio de la Loma  | Acción-drama | España                       |
| Escuadrón                                    | 1988 | José Antonio de la Loma  | Acción-drama | Estados Unidos/España/México |

### Como productor
| Título original (título traducido)           | Año  | Director                 | Género            | País                           |
| -------------------------------------------- | ---- | ------------------------ | ----------------- | ------------------------------ |
| Manaos                                       | 1978 | Alberto Vázquez Figueroa | Thriller          | España / Italia / México       |
| Oro rojo                                     | 1978 | Alberto Vázquez Figueroa | Thriller          | España/México                  |
| Day of the Assassin (El día de los asesinos) | 1979 | Brian Trenchard-Smith    | Thriller          | Estados Unidos                 |
| Las mujeres de Jeremías                      | 1980 | Ramón Fernández          | Western-aventuras | México                         |
| Profesor eróticus                            | 1981 | Luis María Delgado       | Comedia           | España                         |
| Jugando con la Muerte                        | 1982 | Lucio Fulci              | Acción            | España                         |
| El día del compadre                          | 1983 | Carlos Vasallo           | Comedia           | México                         |
| Goma-2                                       | 1984 | José Antonio de la Loma  | Acción-drama      | España                         |
| La muerte cruzó el río Bravo                 | 1984 | Hernando Name            | Acción-crime      | México                         |
| Río abajo (On the Line)                      | 1984 | José Luis Borau          | Aventuras-drama   | España/Estados Unidos          |
| Corazón de cristal                           | 1985 | Gil Bettman              | Drama             | España                         |
| Ese loco, loco hospital                      | 1986 | Julio Ruiz Llaneza       | Comedia           | México                         |
| Murieron a la mitad del río                  | 1986 | José Nieto Ramírez       | Drama-aventuras   | México                         |
| Escuadrón                                    | 1988 | José Antonio de la Loma  | Acción-drama      | Estados Unidos/España/México   |
| Fist Fighter (A puño limpio)                 | 1989 | Frank Zuniga             | Acción-drama      | Estados Unidos/ España/ México |
| Un macho en la tortería                      | 1989 | Alberto Rojas            | Comedia           | México                         |
| Dos nacos en el planeta de las mujeres       | 1991 | Alberto Caballo Rojas    | Ciencia ficción   | México                         |
| La metralleta infernal                       | 1991 | Juan Manuel Herrera      | Acción-crime      | México                         |
| Mujer de cabaret                             | 1991 | Julián Pastor            | Acción-drama      | México                         |
| Aquí el que no corre, vuela                  | 1992 | Ramón Fernández          | Comedia           | España                         |
| Cómo ser infeliz y disfrutarlo               | 1993 | Enrique Urbizu           | Comedia           | España                         |
| Intruso                                      | 1993 | Vicente Aranda           | Thriller          | España                         |
| Pelotazo nacional                            | 1993 | Mariano Ozores           | Comedia           | España                         |
| Tirano Banderas                              | 1993 | José Luis García Sánchez | Drama-crime       | España/México/Cuba             |
| Tres palabras                                | 1993 | Antonio Giménez-Rico     | Drama-romance     | España                         |
| Sálvate si puedes                            | 1994 | Joaquín Trincado         | Comedia           | España                         |
| Todo es mentira                              | 1994 | Álvaro Fernández Armero  | Comedia-romance   | España                         |
| Así en el cielo como en la tierra            | 1995 | José Luis Cuerda         | Comedia           | España                         |
| Cuernos de mujer                             | 1995 | Enrique Urbizu           | Comedia           | España                         |
| La revancha                                  | 1995 | Luis Ávalos              | Acción-drama      | México                         |
| Una casa en las afueras                      | 1995 | Pedro Costa              | Drama-thriller    | España                         |
| La leyenda de Balthasar el castrado          | 1996 | Juan Miñón               | Drama histórico   | España/Francia/Portugal        |
| Gregorio Walerstein: el Zar                  | 2009 | Carlos Vasallo           | Documental        | México                         |

### Como director
| Título original (título traducido) | Año  | Director       | Género     | País          |
| ---------------------------------- | ---- | -------------- | ---------- | ------------- |
| El día del compadre                | 1983 | Carlos Vasallo | Comedia    | México        |
| Gregorio Walerstein: el Zar        | 2009 | Carlos Vasallo | Documental | España/México |

## Director
- El día de los asesinos (1979)
- El día del compadre (1983)
- Gregorio Walerstein: El zar (2009)